# بیرلسیک فون بانکاسی
بیرلسیک فون بانکاسی (انگلیسی: Birleşik Fon Bankası) شرکت خدمات مالی و بانکداری ترک است، که در سال ۱۹۵۸ تأسیس شد.